# Armoiries de Jersey
En 1279, le roi d'Angleterre Édouard Ier fait parvenir aux baillis des îles anglo-normandes un sceau sur lequel apparaissent trois léopards. Si ces trois léopards sont bien là pour représenter le roi d'Angleterre et non les îles, la population s'appropriera petit à petit ces armes.
Ces armes se composent d'un champ de gueules dans lequel figurent trois lions (ou léopard en héraldique) d'or.
Elles sont identiques à celles employées par Guernesey (à l'exception de la petite branche d'or sur les armes de Guernesey). Bien qu'utilisées depuis 1290, l'utilisation des armes royales par les îles Anglo-Normandes n'a été acceptée qu'en 1907, mais jamais officiellement accordée.
Depuis 1981, cet écu figure sur le drapeau de Jersey.